# Montblainville
Montblainville ist eine französische Gemeinde mit 57 Einwohnern (Stand: 1. Januar 2022) im Département Meuse in der Region Grand Est (vor 2016: Lothringen). Sie gehört zum Arrondissement Verdun, zum Kanton Clermont-en-Argonne und zum Gemeindeverband Argonne-Meuse. Die Einwohner werden Montblainvillois genannt.

## Geographie
Montblainville liegt etwa 29 Kilometer westnordwestlich von Verdun. Umgeben wird Montblainville von den Nachbargemeinden Apremont im Nordwesten und Norden, Baulny im Norden und Nordosten, Charpentry im Nordosten, Varennes-en-Argonne im Osten und Süden sowie Vienne-le-Château im Südwesten und Westen.

## Bevölkerungsentwicklung
| Jahr                       | 1962 | 1968 | 1975 | 1982 | 1990 | 1999 | 2006 | 2011 | 2019 |
| Einwohner                  | 133  | 138  | 118  | 101  | 82   | 63   | 65   | 64   | 60   |
| Quellen: Cassini und INSEE |      |      |      |      |      |      |      |      |      |

## Sehenswürdigkeiten
- Kirche Saint-Martin, nach dem Ersten Weltkrieg wieder errichtet
- Wohnhaus des Hüttenmeisters der Hütte von Montblainville